# Свободные шрифты ПТ
Свободные шрифты ПТ (шрифтовая система «Питер»; англ. PT — аббревиатура от public type) — проект по созданию общенациональных бесплатных шрифтов с открытой лицензией, поддерживающих все языки малых народов РФ (см. список языков). В настоящее время в состав семейства входят 3 гарнитуры:
- «ПТ Санс» (англ. PT Sans);
- «ПТ Сериф» (англ. PT Serif);
- «ПТ Моно» (англ. PT Mono).

Проект являлся частью программы, посвящённой 300‑летию реформы русского алфавита, проведённой Петром I с 1708 по 1710 год. Создание «ПТ Санс» и «ПТ Сериф» осуществлялось при финансовой поддержке «Роспечати». Разработку «ПТ Моно» финансировала компания «Google» (точнее, проект «Google Fonts» (англ.)).
«ПТ Санс», «ПТ Сериф» и «ПТ Моно» являются шрифтами универсального назначения и доступны по двум лицензиям:
- открытая пользовательская лицензия компании «ПараТайп»[7];
- лицензия «SIL Open Font License» версии 1.1.

Шрифты призваны не только обслуживать печатные издания, сетевые информационные ресурсы, официальную и деловую переписку, образование и науку, но и способствовать развитию национальных письменностей и межкультурного обмена.

## ПТ Санс
«ПТ Санс» (англ. PT Sans) — шрифт класса гротесков, в своей стилистической основе базирующийся на рубленых шрифтах, распространённых в отечественной типографике второй половины XX века, но имеющий заметные черты современных гуманистических гротесков.
Гарнитура «ПТ Санс» состоит из восьми начертаний:
- «PT Sans Regular»;
- «PT Sans Italic»;
- «PT Sans Bold»;
- «PT Sans Bold Italic»;
- «PT Sans Narrow Regular»;
- «PT Sans Narrow Bold»;
- «PT Sans Caption Regular»;
- «PT Sans Caption Bold».

Четыре базовых начертания «PT Sans» классических пропорций нормальной и жирной насыщенностей в прямом и курсивном исполнении составляют привычную шрифтовую семью и предназначены в первую очередь для оформления различных документов, как в печатном виде, так и на экране. Это касается официальной и деловой переписки, нормативно-справочной и технической документации, периодических изданий общего назначения и т. п.
Два специальных начертания «PT Sans Caption» расширенных пропорций предназначены для набора уменьшенным кеглем, то есть для сносок, врезок и примечаний к основному тексту. Кроме того, они будут эффективно работать на веб-сайтах, особенно при оформлении списков, когда надо вывести большое количество коротких строк. И, возможно, самое главное применение эти начертания найдут в различных дорожных указателях, табличках, информационных щитах и прочих объектах коммуникативного дизайна городской среды. Благодаря расширенной площадке очка литеры эти начертания имеют повышенную читаемость при обзоре с острого угла, с большого расстояния, в неблагоприятных условиях освещения, в тумане, в надписях с люминесцентными и светоотражающими свойствами, при контражурной подсветке и т. п.
Два вспомогательных узких «PT Sans Narrow» начертания предназначены в первую очередь для экономичного набора, то есть для тех случаев, когда требуется вместить большое количество текста в ограниченный объём печатного листа. Относительно невысокая степень сжатия (около 20 %), давая заметную экономию, тем не менее, не сильно снижает удобочитаемость, и даёт надежду, что тексты на упаковке продуктов, с указанием состава, в аннотациях к лекарственным препаратам и в специальных условиях договоров страхования, то есть в местах традиционного использования узких начертаний, всё-таки удастся прочитать.
Шрифт «PT Sans» разработан Александрой Корольковой при участии Ольги Умпелевой под руководством Владимира Ефимова — сотрудниками студии «ПараТайп» по заказу и финансовом участии «Роспечати». Первая версия опубликована 27 декабря 2009 года.

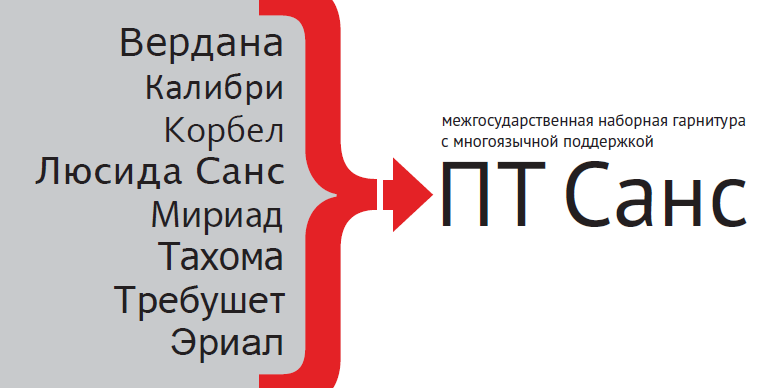
Презентация «ПТ Санс»
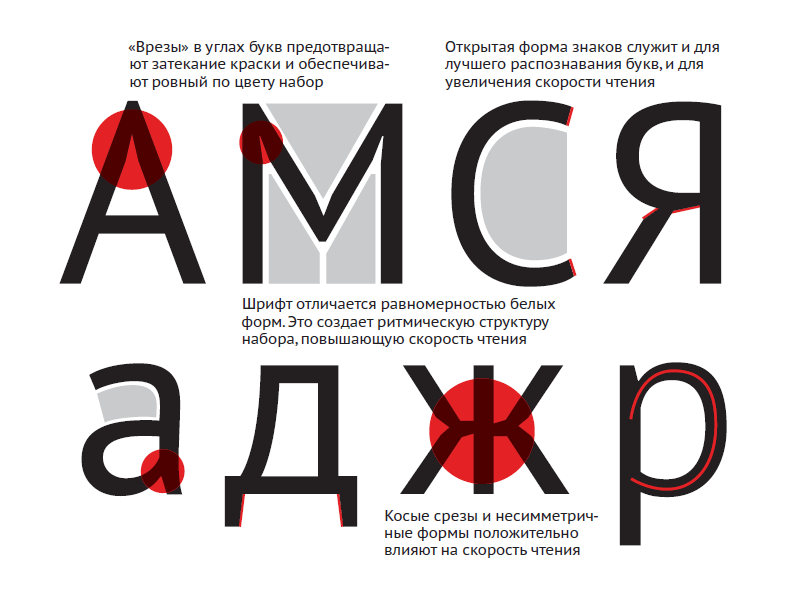
Особенности «ПТ Санс»

### ПТ Санс Про
«ПТ Санс Про» (англ. PT Sans Pro) — широко использованная и коммерческая расширенная гарнитура широкого применения, состоящая из 32 начертаний: 12 (6 прямых + 6 курсивов) обычных пропорций; 6 узких, 6 сжатых, 6 сверхсжатых и 2 начертания расширенных пропорций. Каждый шрифт содержит около 1400 символов, среди которых капитель для всех алфавитов, несколько наборов обычных и минускульных цифр, индексы, дроби и т. п. В отличие от бесплатной версии, «ПТ Санс Про» выпускается не в формате TTF, а в формате OTF, и, соответственно, не оптимизирована для использования на экранах, а ориентирована на традиционную полиграфию и рекламный бизнес.

## ПТ Сериф

Разница между кириллическим (сверху) и латинским (внизу) бреве в шрифте «ПТ Сериф»

«ПТ Сериф» (англ. PT Serif) — второй шрифт проекта, универсальная антиквенная гарнитура, разработанная специально для совместного применения с гротеском «ПТ Санс», выпущенным годом ранее. Рисунок шрифта отличается крупным очком строчных, умеренным контрастом штрихов, мощными клиновидными, чуть выпуклыми засечками и треугольными концевыми элементами. Это придаёт шрифту современный характер и улучшенную удобочитаемость.
Гарнитура «ПТ Сериф» состоит из шести начертаний:
- «PT Serif Regular»;
- «PT Serif Italic»;
- «PT Serif Bold»;
- «PT Serif Bold Italic»;
- «PT Serif Caption Regular»;
- «PT Serif Caption Italic».

Четыре базовых начертания «PT Serif», как и базовые начертания шрифта «PT Sans», могут применяться для оформления документов, но кроме этого они подойдут для набора художественной литературы, иллюстрированных журналов, газет, текстов религиозного содержания и других публикаций, где применение рубленых шрифтов неуместно по культурным или эстетическим соображениям.
В состав гарнитуры также входят два начертания «PT Serif Caption» расширенных пропорций для набора уменьшенным кеглем, однако здесь они представлены прямым и курсивным начертаниями, что в большей степени подходит тем изданиям, где используются антиквенные шрифты. Разработка мелкокегельных начертаний потребовала существенных изменений базового рисунка, что привело к появлению нового дизайна с характеристиками брускового шрифта.
Шрифт «PT Serif» разработан Александрой Корольковой при участии Ольги Умпелевой под руководством Владимира Ефимова — сотрудниками студии «ПараТайп» по заказу и финансовом участии «Роспечати». Первая версия опубликована 28 декабря 2010 года.

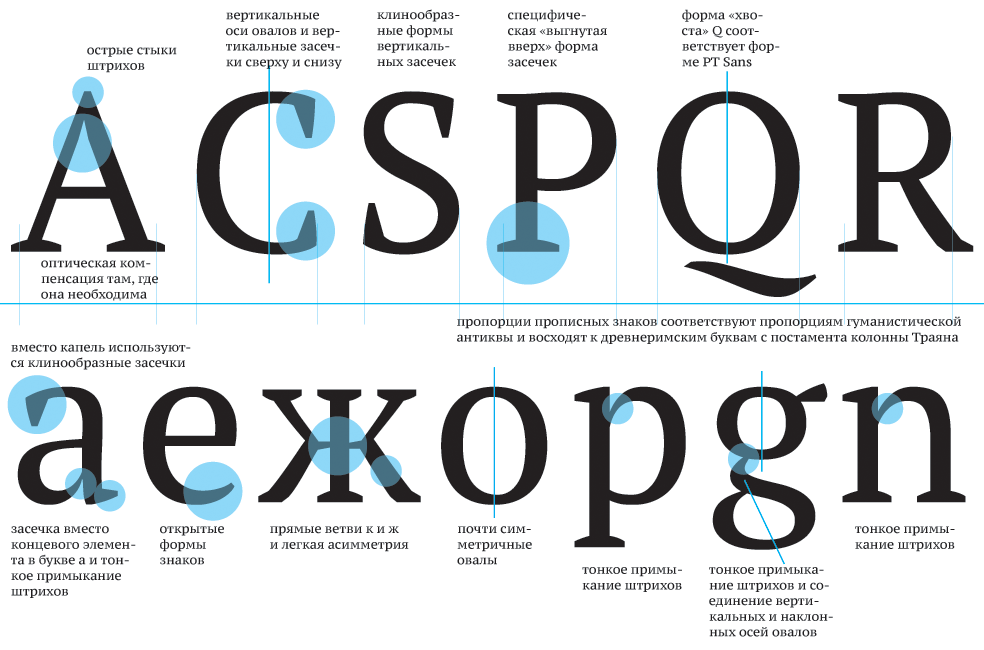
Особенности «ПТ Сериф»
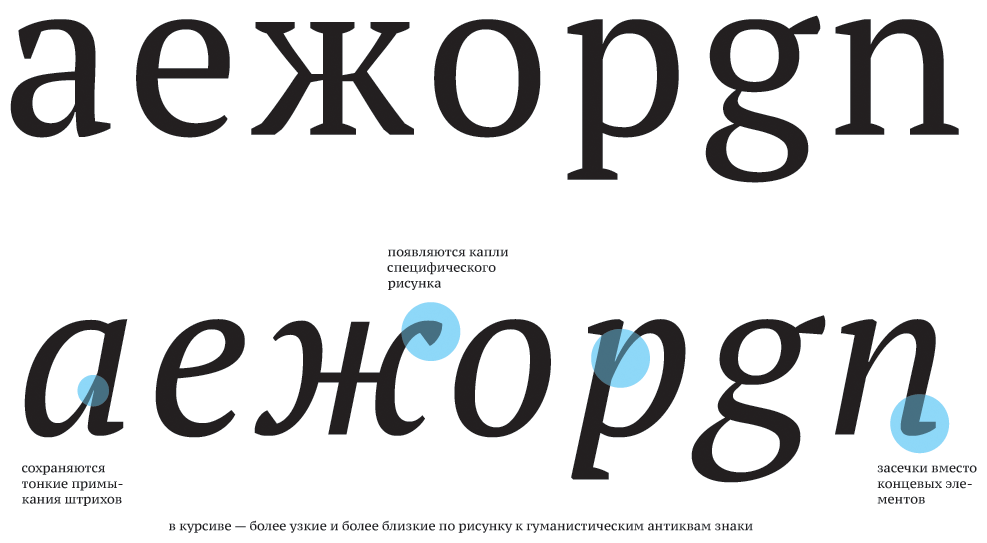
Курсивное начертание
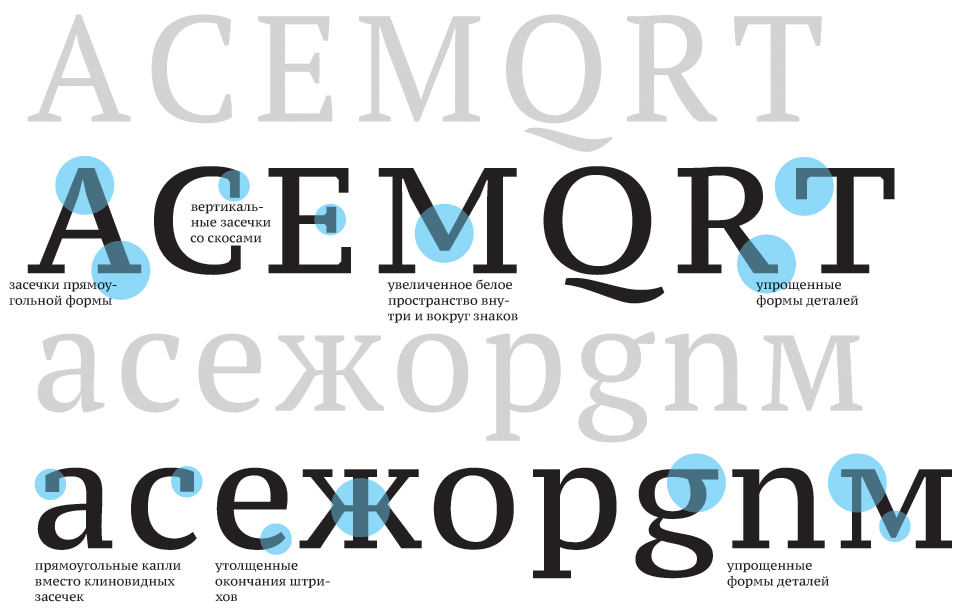
Шрифт для малого кегля
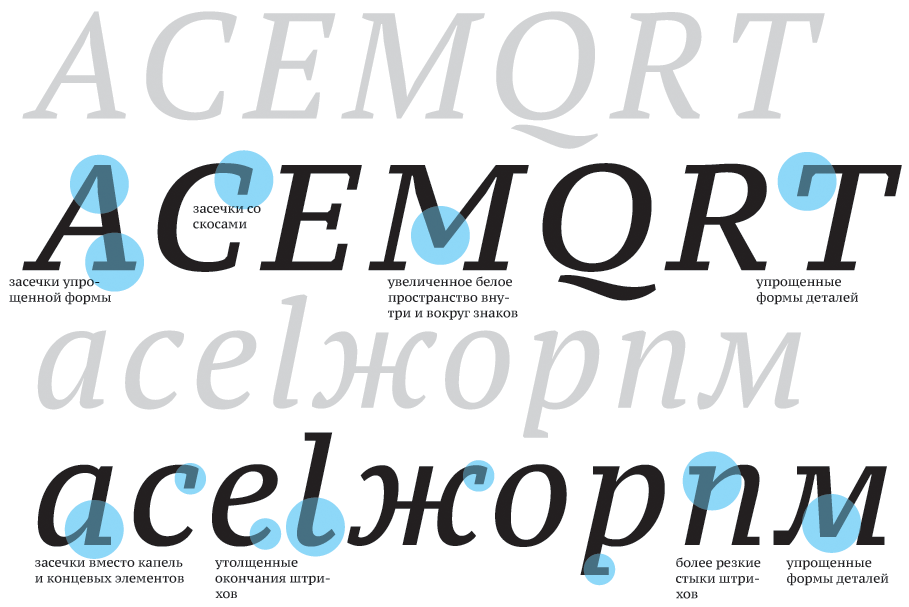
Курсив малого кегля
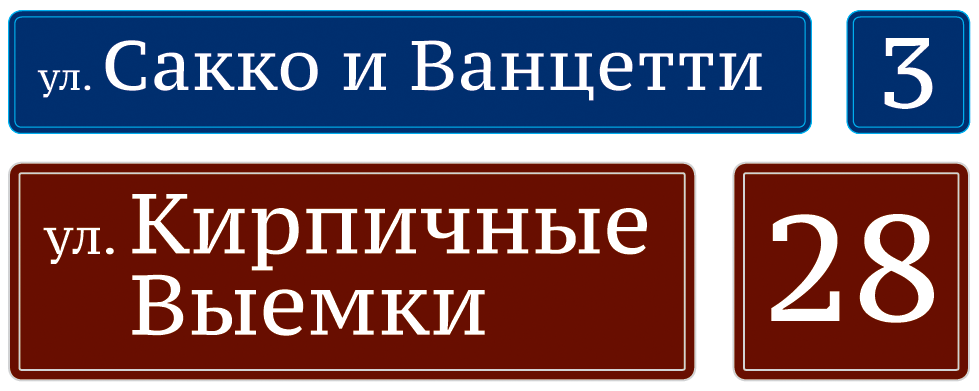
Пример табличек с названиями улиц

## ПТ Моно
«ПТ Моно» (англ. PT Mono) — третий шрифт, входящий в шрифтовую систему ПТ, моноширинный. «ПТ Моно» предназначен в первую очередь для служебных надобностей — формуляров, таблиц, анкет, бланков и т. п. Моноширинность знаков шрифта существенно облегчает форматирование сложноструктурированных документов, позволяет рассчитать размеры полей для заполнения и облегчает выравнивание колонок таблиц. Одна из важных сфер применения шрифта «ПТ Моно» — веб‑сайты «электронного правительства», на которых требуется заполнять различные формы запросов.
Гарнитура «ПТ Моно» состоит из двух начертаний:
- «PT Mono Regular»;
- «PT Mono Bold».

Шрифт «PT Mono» разработан Александрой Корольковой при участии Изабеллы Чаевой — сотрудниками студии «ПараТайп» при финансовом участии компании «Google». Первая версия «PT Mono Regular» опубликована 30 декабря 2011 года, а первая версия «PT Mono Bold» — 28 марта 2012 года.

## Знаковый состав шрифтов
Каждое из четырнадцати начертаний содержит около семисот знаков. Помимо стандартного комплекта для работы с языками Западной и Восточной Европы, а также комплекта стандартной кириллицы, шрифты включают знаки всех алфавитов государственных титульных языков Российской Федерации, что делает их уникальным и чрезвычайно важным инструментом развития и сохранения письменной культуры народов, населяющих Россию.
Шрифты содержат официальный знак рубля (₽), размещённый в диапазоне U+20B9—U+20CF. Однако в стандарте Юникод версии 6.0 код U+20B9 присвоен символу индийской рупии (₹).

Современный официальный знак рубля, гарнитура «ПТ Санс»
Он же, гарнитура «ПТ Сериф»

Знаки нестрогого сравнения («≤» и «≥») имеют косую черту, в соответствии с традициями русской типографики.
В связи с ограниченностью финансирования в состав шрифтов не включены:
- греческий алфавит;
- знаки для набора математических формул;
- капитель;
- минускульные цифры;
- лигатуры.

Список поддерживаемых языков:
- абазинский;
- аварский;
- агульский;
- адыгейский;
- азербайджанский;
- алтайский;
- башкирский;
- бурятский;
- вепсский;
- даргинский;
- долганский;
- ингушский;
- ительменский;
- кабардино-черкесский;
- калмыцкий;
- карачаево-балкарский;
- карельский;
- кильдинский;
- коми-зырянский;
- коми-пермяцкий;
- корякский;
- кумыкский;
- лакский;
- лезгинский;
- ливвиковский;
- людиковский;
- мансийский;
- марийский (горный);
- марийский (луговой);
- мокшанский;
- нанайский;
- нганасанский;
- ненецкий;
- ногайский;
- осетинский;
- русский;
- рутульский;
- табасаранский;
- татарский;
- татский;
- тувинский;
- удмуртский;
- хакасский;
- хантыйский;
- цахурский;
- чеченский;
- чувашский;
- чукотский;
- эвенкийский;
- эвенский;
- энецкий;
- эрзянский;
- юкагирский;
- якутский.

### ПТ Эксперт
«ПТ Санс Эксперт» (англ. PT Sans Expert) и «ПТ Сериф Эксперт» (англ. PT Serif Expert) — это расширенные гарнитуры широкого применения. Как и свободные версии, выпускается в формате TTF и OTF. Не допускается свободное распространение, только бесплатное использование. Расширены по составу знаков до полных латинских диапазонов, базового кириллического диапазона и частично греческого.

## PT Astra
В сентябре 2016 года были представлены шрифты PT Astra Sans и PT Astra Serif, метрически совместимые с Times New Roman. Разработка была выполнена совместно с разработчиком операционных систем «Astra Linux» АО «НПО РусБИТех». В июне 2021 года по заказу разработчика Astra Linux был выпущен проприетарный шрифт PT Astra Fact, метрически совместимый с Verdana..

## PT Root UI
Накануне 2019 года Paratype выпустила 4 начертания PT Root UI в честь своего 20-летия, а также 30-летия своей библиотеки шрифтов. PT Root UI — бесплатный интерфейсный униширинный шрифт (шрифт, в котором ширина каждого знака не меняется в разных начертаниях), предназначенный для использования в интерфейсах, веб-сайтах и электронных книгах, в навигационных указателях и других областях. Включает кириллицу, латиницу, а также различные знаки, дроби и индексы; применяются функции OpenType.

## Награды
В 2011 году «ПТ Санс» и «ПТ Сериф» завоевали бронзовую награду в номинации «Оригинальная гарнитура» европейского конкурса «ED-Awards» (англ.), посвящённого дизайну.

## Состав творческой рабочей группы
Работа над гарнитурами «ПТ Санс» и «ПТ Сериф» велась в дизайн-студии компании «ПараТайп» усилиями Александры Корольковой при участии Ольги Умпелевой и под общим руководством арт-директора Владимира Ефимова. Техническая подготовка шрифта, включающая адаптацию дизайна к экранному представлению, выполнена сотрудниками производственного отдела. Консультативная помощь по лингвистическим вопросам — Сергей Болотов.
Гарнитура «ПТ Моно» создана Александрой Корольковой при участии Изабеллы Чаевой.